# پاک‌سازی ریشه
پاک‌سازی ریشه (ای) یا ریشه‌پاک‌سازی یا تصفیه ریشه (ای) Rhizofiltration نوعی گیاه‌پالایی است که شامل فیلتر کردن آب‌های زیرزمینی آلوده، آب‌های سطحی و فاضلاب از طریق توده‌ای از ریشهها برای حذف مواد سمی یا مواد مغذی اضافی است.

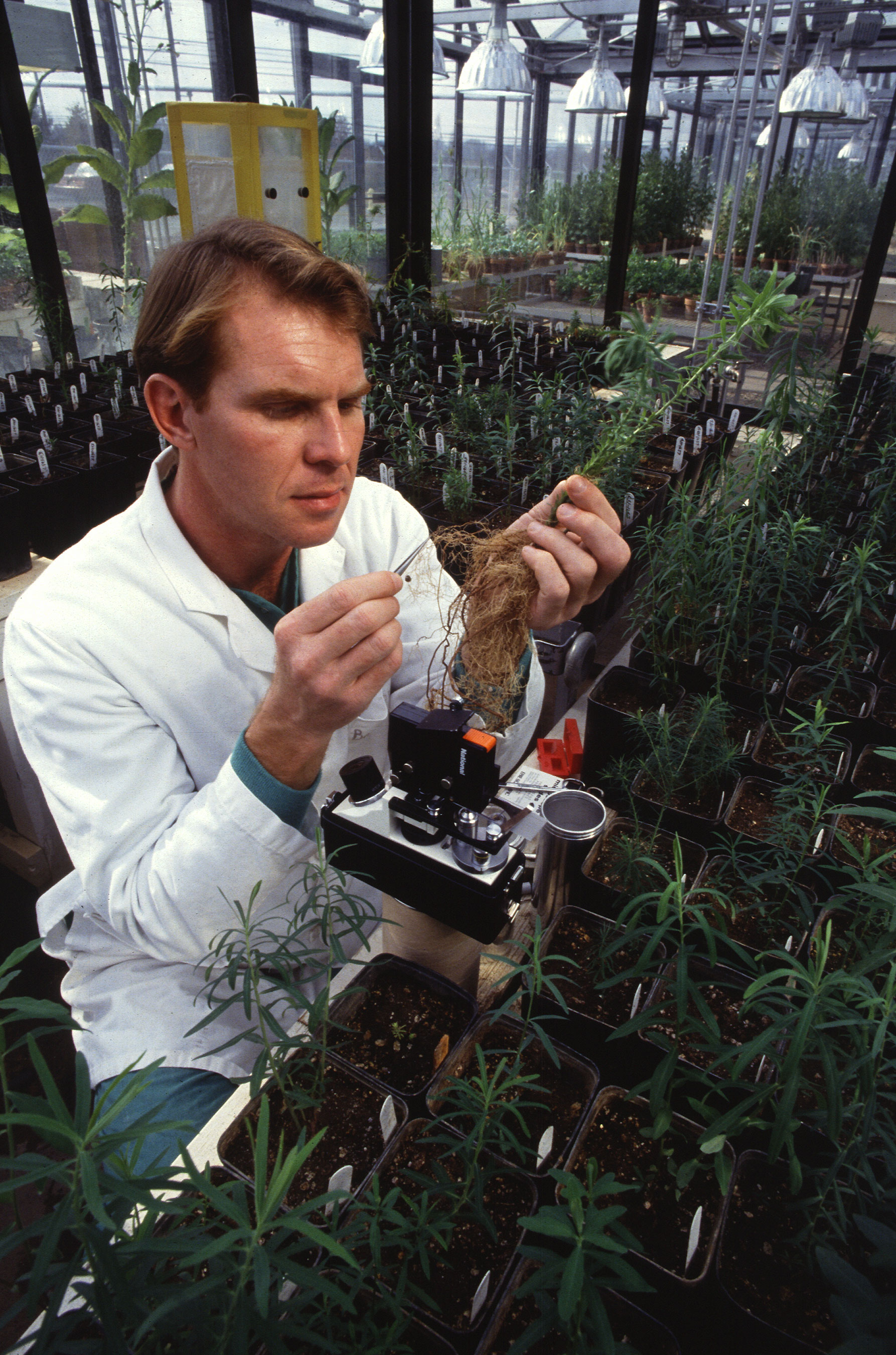
مطالعه ریشه گیاهان

برخی از رایج‌ترین گونه‌های گیاهی که توانایی حذف سموم از آب را از طریق پاک‌سازی ریشه نشان داده‌اند:

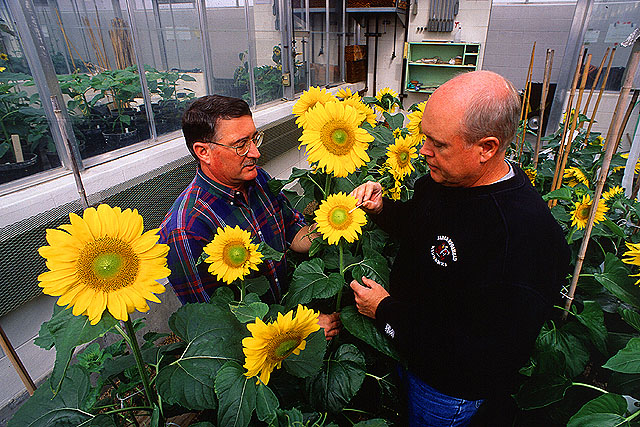
کاربرد آفتابگردان برای پاک‌سازی ریشه

- گل آفتابگردان
- خردل هندی
- تنباکو
- چاودار
- اسفناج
- ذرت
- پر طوطی
- راش برگ زنبق
- لوئی
- Bolboschoenus robustus